# شلمنصر الأول
شلمنصر الأول، كان ملكًا لآشور خلال عصر الإمبراطورية الآشورية الوسطى وهو ابن الملك أداد نيراري الأول، خلف والده كملك عام 1265 ق.م. ذُكر في (قائمة ملوك آشور) أنه حكم لمدة 29 سنة، وذكرت بعض المصادر ذكرت أنه حكم من سنة 1274 إلى سنة 1245 ق م، ومصادر أخرى تقول أنه حكم من سنة 1265 إلى 1235.
يعتبر أكثر ملك آشوري تم تكريمه من الذين خلفوه إذ سمي أربعة ملوك من بعده باسم شلمنصر، بدأت آشور في عصره تتوسع لتصبح إمبراطورية، حيث استرجع في البداية العاصمة إلى مدينة آشور (الشرقاط حالياً) وقام بتوسيعها وتعميرها، وثم حارب الميتانيين واستعاد عدة مناطق منهم وبدأ في محاربة الحيثيين وحلفائهم الأحلامو ووسع إمبراطوريته إلى سوريا وسبى عددا من سكانها إلى آشور، لذا أعتبره المؤرخون مؤسس الإمبراطورية الآشورية الوسطى. خلفه في الحكم إبنه توكولتي نينورتا الأول.
عُثر على آجر (طابوق) حجري في تل كبير مرتفع تعتبر مقبرة لقرية تدعى باستام تبعد حوالي 20 كم إلى الشمال من مدينة كالح/نمرود الاثرية، يقع على الضفة الشرقية لنهر الزاب الأعلى ضمن الحدود الإدارية لقضاء خبات التابع لمحافظة أربيل، دون عليه نص مسماري يعود للملك شلمنصر الأول كتب فوقه ”قصر شلمنصر الأول، ملك الكون، ابن أدد نيراري، ملك الكون، أيضاً، ابن أريك دين إيلي، ملك بلاد آشور، العائدة لمعبد الإله شمش، ملك، من مدينة كيليزي“ 